# أبو الفضل السعودي

مخطوطة «المنتخب الجليل من تخجيل من حرف الإنجيل»، في مكتبة الملك عبد العزيز.

أبو الفضل السعودي (كان حيا 942 ه‍ـ / 1553 م) هو فقيه، مشارك في بعض العلوم.
له كتاب « المنتخب الجليل من تخجيل من حرف الإنجيل »، وهو اختصار لكتاب «تخجيل من حرف التوراة والإنجيل» للجعفري (ت. 688 هـ)، وهو مطبوع.